# 폴린 파리고
폴린 파리고(Pauline Parigot, 1992년 3월 22일~)는 프랑스의 배우이다.